# United Nations Interim Administration Mission in Kosovo
Die United Nations Interim Administration Mission in Kosovo (kurz UNMIK, nach der französischen Bezeichnung auch MINUK; deutsch Interimsverwaltungsmission der Vereinten Nationen im Kosovo) ist die UN-Friedensmission im Kosovo. Sie existiert seit dem 10. Juni 1999, als der Sicherheitsrat der Vereinten Nationen den Generalsekretär per Resolution 1244 ermächtigte, im Nachkriegs-Kosovo eine Interims-Zivilregierung zu etablieren.
Die UNMIK wird von einem Sonderbeauftragten des Generalsekretärs geleitet, der über ähnliche, wenngleich erweiterte Befugnisse verfügt wie der Hohe Repräsentant für Bosnien und Herzegowina.

## Politische Arbeit

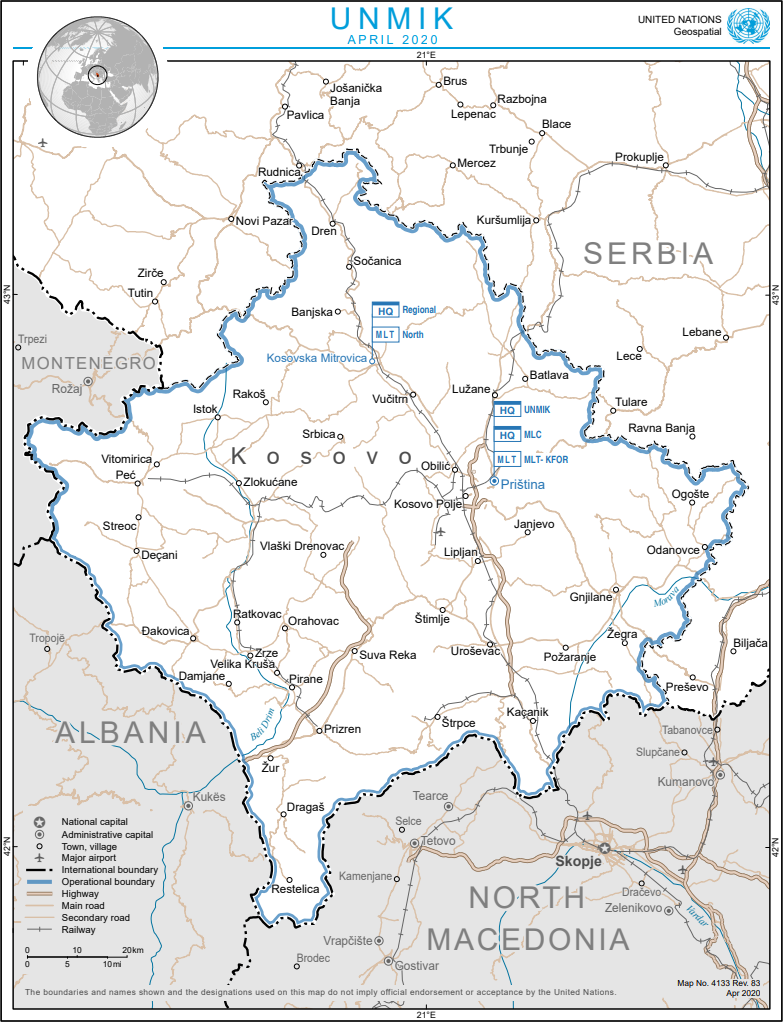
Karte der UNMIK-Stützpunkte

2000 wurde eine Spezialeinheit gegen Frauenhandel und Prostitution (englisch: Trafficking and Prostitution Investigation Unit, TPIU) gegründet, um gegen die stark steigende Zwangsprostitution im Kosovo vorzugehen.
Am 18. August 2000 versah der damalige UN-Sonderbeauftragte alle UNMIK-Mitarbeiter mit voller rechtlicher Immunität, die ausschließlich im Falle eines Schwerverbrechens aufgehoben werden kann. Weil UNMIK-Bediensteten von kosovarischer Seite häufig Unregelmäßigkeiten bescheinigt werden und die UNMIK-Mitarbeiter nicht einmal an die von ihrer Behörde erlassenen Gesetze gebunden sind, sieht sich die UNMIK vonseiten der einheimischen Zivilbevölkerung vielfach dem Vorwurf ausgesetzt, politische Willkürmaßnahmen ihrer Angestellten zu dulden.
Nach den schweren Unruhen und Pogromen an Serben im März 2004 musste sich die UNMIK den Vorwurf gefallen lassen, nicht mehr Herr der Lage zu sein und die Serben nicht ausreichend zu schützen.

## Sonderbeauftragte des UN-Generalsekretärs der Mission
Bisherige Sonderbeauftragte des UN-Generalsekretärs der Mission:
| Nr. | Name                   | Nationalität | Beginn der Berufung | Ende der Berufung |
| --- | ---------------------- | ------------ | ------------------- | ----------------- |
| 1.  | Sérgio Vieira de Mello | Brasilien    | 11. Juni 1999       | 14. Juli 1999     |
| 2.  | Bernard Kouchner       | Frankreich   | 15. Juli 1999       | 12. Januar 2001   |
| 3.  | Hans Hækkerup          | Dänemark     | 13. Januar 2001     | 31. Dezember 2001 |
| 4.  | Michael Steiner        | Deutschland  | 14. Februar 2002    | 8. Juli 2003      |
| 5.  | Harri Holkeri          | Finnland     | 25. August 2003     | 11. Juni 2004     |
| 6.  | Søren Jessen-Petersen  | Dänemark     | 16. August 2004     | 30. Juni 2006     |
| 7.  | Joachim Rücker         | Deutschland  | 1. September 2006   | 20. Juni 2008     |
| 8.  | Lamberto Zannier       | Italien      | 20. Juni 2008       | 1. Juli 2011      |
| 9.  | Farid Zarif            | Afghanistan  | 1. August 2011      | 29. August 2015   |
| 10. | Zahir Tanin            | Afghanistan  | August 2015         | November 2021     |
| 11. | Caroline Ziadeh        | Libanon      | 19. November 2021   | amtierend         |

## Aufgaben der UNMIK

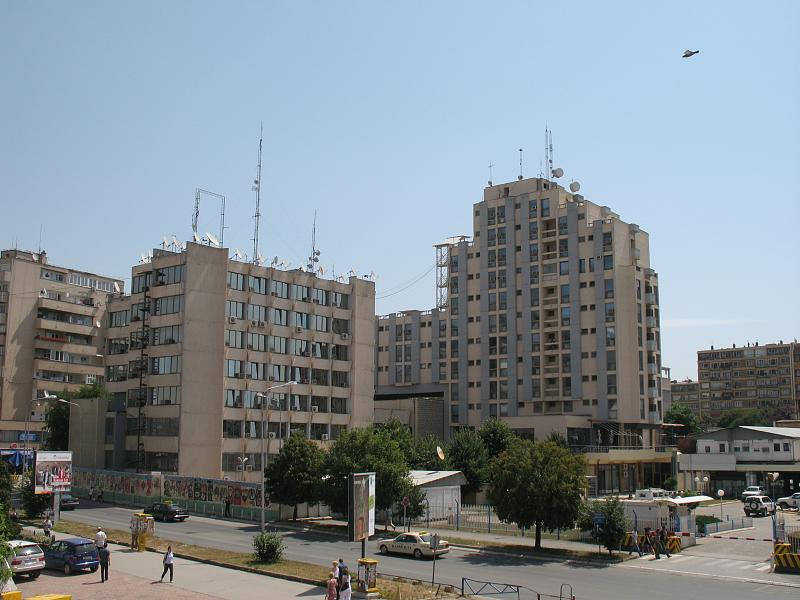
UNMIK-Hauptquartier in Pristina

Entsprechend der Resolution 1244 gehören folgende Punkte zu den Aufgaben von UNMIK:
- Wahrnehmung grundlegender ziviler Verwaltungsaufgaben;
- die Etablierung einer unabhängigen Selbstverwaltung des Kosovo voranzutreiben;
- Förderung eines politischen Prozesses mit dem Ziel den künftigen Status des Kosovo zu bestimmen;
- Koordinierung von humanitärer und Katastrophenhilfe aller internationalen Organisationen;
- Unterstützung bei der Wiederherstellung einer Basis-Infrastruktur;
- Aufrechterhaltung der öffentlichen zivilen Ordnung („Gesetz und Ordnung“), siehe auch Team 6;
- Einhaltung der Menschenrechte voranzutreiben;
- Ermöglichung einer sicheren Rückkehr aller Flüchtlinge und Vertriebenen in ihre Heimat.

Eine Konkretisierung der Aufgabenfelder der UNMIK und ihrer tatsächlichen Struktur nahm der UN-Generalsekretär in seinem Gründungsbericht vom 12. Juni 1999 vor.
Tatsächlich zeigte sich die UNMIK zuständig für nahezu alle Lebensbereiche, vom Aufbau des Justizwesens, der Förderung der Demokratie und Rechtsstaatlichkeit, einschließlich der Abhaltung von Wahlen und der Ausbildung von Polizeikräften bis hin zur Privatisierung der Unternehmen sowie zur Unterstützung des Wiederaufbaus von Häusern und Wohnungen zur Förderung und Ermöglichung der Flüchtlings- und Vertriebenenrückkehr. Zur Klärung der Eigentumsverhältnisse etwa wurde eine eigenständige und unabhängige Institution, das Direktorat zur Regelung offener Eigentumsansprüche (Housing and Property Directorate – HPD) mit einem eigenen Spruchkörper (Housing and Property Claims Commission – HPCC) geschaffen.

## Kritik
Mit wesentlichem Bezug auf einen Report von Human Rights Watch gab der UN Menschenrechtsausschusses im Kosovo (The Human Rights Advisory Panel/HRAP) eine Stellungnahme bekannt, in welcher die UNMIK für zahlreiche Menschenrechtsverletzungen verantwortlich gemacht wird, darunter die Bleivergiftung von Roma, Aschkali und Balkan-Ägyptern. Mehrere hundert Vertriebene wurden von UNMIK jahrelang unter unhygienischen Bedingungen in bleiverseuchten Lagern bei der Stadt Mitrovica im Anschluss an den Kosovo-Konflikt untergebracht. Obwohl der UNMIK die Gesundheitsgefahren bekannt waren, unternahm diese keine Aktivitäten zum Schutz der in Obhut genommenen Vertriebenen. Die durch die Unterbringung verursachten Gesundheitsschäden sind in zahlreichen Fällen durch Ärzte diagnostiziert. Auf Empfehlung von Guterres, richtete die UNMIK zwar den in der Stellungnahme des HRAP empfohlenen Treuhandfonds zur Leistung von Schadensersatz für die Opfer ein, jedoch hat bis dato noch kein Mitgliedstaat eine Zahlung geleistet. Menschenrechtsorganisationen fordern, dass die UNMIK ihre Maßstäbe auch in diesem Fall effektiv an sich selbst anlegt und die Empfehlungen des HRAP endlich umsetzt.
Soren Jessen-Petersen, der die UNMIK von 2004 bis 2006 leitete und sich um ein robusteres Vorgehen gegen hochrangige Verbrechen bemühte, sagte, er sei ständig auf den Widerstand westlicher Hauptstädte gestoßen, die ihre eigenen Partner und Verbündeten unter den Führern des Kosovo schützen wollten. So habe er Anrufe von hochrangigen westlichen Beamten erhalten, die ihn von hochrangigen Operationen abhalten wollten:

„Mitte 2005, nach monatelangen Ermittlungen wegen des Verdachts auf Korruption und organisierte Kriminalität unter den Mitarbeitern eines hochrangigen kosovarischen Politikers, hatte UNMIK zusammen mit KFOR eine sorgfältige Planung für eine frühmorgendliche Razzia in den betroffenen Büros vorgenommen, um die relevanten Unterlagen zu beschlagnahmen. Wenige Stunden vor Beginn der Operation erhielt ich einen Anruf von der NATO, dass wichtige Mitgliedsstaaten Einwände gegen die Operation erhoben hätten, da sie sie für zu riskant hielten, und dass die NATO sich deshalb zurückziehen müsse. Wir hatten keine andere Wahl, als die Operation abzubrechen, da eine Fortführung ohne die notwendige Sicherheitsunterstützung nicht in Frage kam. Wir haben die Ermittlungen auf andere Weise fortgesetzt, waren aber nie in der Lage, glaubwürdige Beweise zu sammeln, um die Fälle vor Gericht zu bringen.“